# Ossi Blomqvist
Ossi Blomqvist, född 12 maj 1908 i Helsingfors och död 3 oktober 1955 i Helsingfors, var en finsk hastighetsåkare på skridskor. Han deltog i tre olympiska spel. I Sankt Moritz 1928, Lake Placid 1932 och Garmisch-Partenkirchen 1936.

## Fotnoter
1. ↑  SpeedSkatingNews.info, SpeedSkatingNews.info skridskoåkar-ID: ossi-blomqvist, läst: 5 maj 2022.[källa från Wikidata]
2. ↑  SpeedSkatingStats, SpeedSkatingStats skridskoåkar-ID: 1908051201, läst: 5 maj 2022.[källa från Wikidata]